# The Goonies II
The Goonies II est un jeu vidéo pour la Nintendo Entertainment System, sorti en 1987, développé et édité par Konami.
Il est la suite du premier jeu The Goonies sorti en 1986 sur console uniquement au Japon. En Amérique du Nord, le premier jeu était sorti sur Vs. System et PlayChoice-10 mais pas sur la Nintendo Entertainment System. Cela a conduit beaucoup de gens à l'extérieur du Japon à croire que The Goonies II était censé être une suite du film Les Goonies. L'intrigue, cependant, se prête comme un possible deuxième chapitre de ce film. En tant que Mikey, votre quête est de sauver les six autres Goonies et Annie la sirène qui ont été enlevés par le gang Fratelli — récemment évadé de prison une fois de plus.

## Armes
Il y a un certain nombre d'armes à la disposition du joueur. Mikey débute avec le yo-yo, une arme de courte portée avec une puissance limitée. Il peut ensuite trouver et s'équiper d'un lance-pierre, qui permet des attaques de loin, mais qui nécessite des munitions difficile à trouver car plutôt rare, ou du boomerang. Alors que le boomerang est plus fort que le yo-yo et peut être utilisé à l'infini, les ennemis qui apparaissent sur la zone du pont suspendu (un passage obligé sur le plan), peuvent le retirer de votre inventaire. Heureusement, il peut être trouvé dans plus d'un endroit. Par ailleurs, Mikey peut acquérir bombe et cocktail Molotov comme arme secondaire, qui doivent être réapprovisionnés par la collecte tout au long des niveaux.

## Personnages
En mode solo, un certain nombre de personnages récurrent vont parfois apparaître dans les couloirs :
Old Man - Vêtu tout en blanc et porte une canne. Il marque l'apparition d'un warp zone qui facilite les déplacements d'un secteur à un autre.
Old Woman - Porte une robe blanche et est assise sur le sol de certaines pièces. Donne au joueur des conseils. Elle va aussi parfois déclarer : « C'est amusant de jouer à The Goonies 2 ». Dans une pièce, elle vous donnera la chandelle si vous frapper cinq fois.
Konami Man - Porte un costume rouge et bleu comme Superman. Il rechargera complètement votre santé aussi souvent que vous entrez dans sa chambre, bien que ces chambres sont souvent les plus difficiles à atteindre. Les premières fois exige que le joueur entre dans une chambre directement dessous une cascade endommagée en circulant sur une plate-forme en mouvement. Si Konami Man est frappé, il cesse d'être utile, en répondant : « Je ne donne pas de l'énergie, parce que vous me frappez. » Konami Man est aussi parfois appelé Captain Konami.
Eskimo - vous informe qu'il est Eskimo.
Fish Man - Un poisson humanoïde qui peut être trouvé dans certaines chambres sous-marines. Il donne parfois des points bonus au joueur.
Goonies - Enfermés derrière les portes dans chacun des secteurs de la carte, ils ont besoin d'une clé (rarement échappée par les ennemis) pour être libéré, après quoi ils disparaissent de la pièce.
Ambassador Konami - Un étrange homme jaune qui ressemble à un extra-terrestre de l'espace qui raconte au joueur : « Sauve tous les 6 Goonies pour aider Annie. » Il n'apparaît que dans une seule pièce dans la zone volcanique du jeu.
Annie the Mermaid - Habite la dernière chambre du jeu. Comme les Goonies, elle fut capturée par les Fratellis et emprisonnés à la fin de la deuxième régions sous-marine. La sauver termine la partie.
Outre les conséquences mentionnées ci-dessus, frappez ces personnes avec un poing et ils vous répondront : « Ouch ! Que faites-vous ? » (« Ouch! What do you do? »)

## Ennemis
En plus d'un certain nombre d'ennemis inhabituels (tels que des armure animées, des eskimos lanceur de glace et des dragons cracheurs de feu), les Fratellis font des apparitions répétées dans certaines chambres. Ils ne peuvent pas être « tués » à l'instar des autres monstres, seulement étourdis. Après une courte période de temps, ils se relèvent et continue à chasser le joueur (s'ils sont encore à l'écran).
Jake Fratelli - Grand homme en costume bleu. Lance des balles à Mikey.
Francis Fratelli - Homme mince en costume bleu. Lance des flèches à Mikey.
Mama Fratelli - Vieille femme, à l'allure entravée. Lance des balles rebondissantes.
Cousin « Pip-Squeak » Fratelli (le personnage exclusif de The Goonies II) - Homme trapue et arrondie en costume bleu. Saute sur Mikey. Contrairement aux autres personnages Fratelli, Pip-Squeak peut être « vaincu » comme un ennemi normal.